# Brics
Brics es una entidad de población española del municipio de Olíus, perteneciente a la provincia de Lérida, en la comunidad autónoma de Cataluña.

## Toponimia
El lugar puede aparecer referido con las grafías «Brics» y «Brichs».

## Historia
Hacia mediados del siglo XIX, el lugar, por entonces con ayuntamiento propio, tenía contabilizada una población de diecinueve habitantes. Aparece descrito en el cuarto volumen del Diccionario geográfico-estadístico-histórico de España y sus posesiones de Ultramar de Pascual Madoz con las siguientes palabras:

BRICHS: cuadra compuesta de varias casas ó masias dispersas en la prov. de Lérida, part. jud. de Solsona. sit. en terreno bastante llano, bien ventilado y con clima frio: las enfermedades comunes son calenturas catarrales. Tiene a. c. como todas las ant. cuadras, y los vec. se surten del agua de balsas y pozos: hay una igl. reducida, bajo la advocacion de San Salvador, aneja de la parr. de Castellvell dist. 1 1/2 hora cuyo cura párroco la sirve. Confina el térm. N. con el de Castellvell (á 1/2 hora), E. y S. con el de Riner (3/4), y O. con el de Llobera á igual dist. que el último: el terreno es de mediana é inferior calidad, pero todo de secano; los caminos de travesia para Solsona y Cardona se hallan en bastante buen estado: la correspondencia la reciben de la carteria de Solsona por cuenta de los interesados dos ó tres veces á la semana. prod.; centeno, avena, legumbres, bellota y patatas, siendo la principal cosecha la del centeno: se cria ganado lanar y de cerda y caza de conejos, perdices y liebres. pobl. 3 vec., 19 alm. cap. imp. 7,148 rs. contr. el 14,28 por 100 de su riqueza imp. resupuesto municipal 320 rs. que se cubren por reparto vecinal.
(Madoz, 1846, p. 441)

En la actualidad, pertenece al municipio de Olíus. En 2023, la entidad singular de población tenía empadronados 40 habitantes.